# 滋賀県立信楽高等学校
滋賀県立信楽高等学校（しがけんりつ しがらきこうとうがっこう）は、滋賀県甲賀市信楽町長野に所在する公立の高等学校。

## 設置学科
平成26年度から、総合学科制に移行した。それまでは、セラミック科(各学年の1組)・デザイン科(各学年の2組)・普通科(各学年の3組)というように、工業学科と普通学科が並立していた。

## 概要
陶芸の町・信楽の、風光明媚な雰囲気に包まれている。略称は「信高」（しんこう）で、総合学科制(セラミック系列・デザイン系列・普通系列の3系列)。
校内には、信楽焼の焼成技術を生かした穴窯、紫雲窯（しうんがま）があり、主に陶芸部の部活動や、陶芸を行う授業での焼成作業に使われ、5名以内で信楽のセラミック・デザインに関心のある志願者を県外から募集している。

## 部活動
- 体育部
  - 野球部
  - サッカー部
  - 陸上競技部
  - バスケットボール部
  - バレーボール部
  - ソフトテニス部
  - ボクシング部

- 文化部
  - 陶芸部
  - アート部
  - 写真部

## 沿革
- 1948年9月 - 滋賀県立甲賀高等学校（現在の滋賀県立水口高等学校）信楽校舎として開校。定時制工業課程窯業科、家庭課程被服科を設置。
- 1952年4月 - 高等学校再編により甲賀高等学校から滋賀県立甲南高等学校が独立。甲南高校の信楽分校となる。
- 1967年4月 - デザイン科新設、窯業科1学級減。
- 1973年4月 - 甲南高等学校から独立、滋賀県立信楽工業高等学校となる。
- 1982年4月 - 普通科クラスを新設し、現在の校名に変更。
- 1987年4月 - 窯業科をセラミック科に科名変更。
- 1998年11月 - 創立50周年式典挙行。
- 2014年4月 - 総合学科制に移行。

## 高校再編計画
県の高等学校再編計画により、信楽高校を再び甲南高校の分校にする案が浮上している。これに対し、卒業生や地域住民は、「分校化反対」として、反対運動を行っている。

## アクセス
- 信楽高原鐵道信楽線信楽駅から徒歩約15分

## 周辺
学校裏には愛宕山（あたごやま）がそびえており、陶器神社という神社がある。
- 滋賀県立窯業試験場
- 甲賀市立信楽中学校
- 甲賀市立信楽小学校
- 甲賀市立信楽保育園

## 著名な出身者
- 三杉里公似 - 大相撲元小結 （中退）
- 山本隆夫 - クラブハリエ・代表取締役社長